# Aneboconcha eichleri
Aneboconcha eichleri är en armfotingsart som först beskrevs av Allan 1939.  Aneboconcha eichleri ingår i släktet Aneboconcha och familjen Terebratellidae. Inga underarter finns listade i Catalogue of Life.